# 黑道之家
黑道之家（英語：The Take）是一部英国电视剧，改编自玛蒂娜·科尔的同名小说，讲述了出狱的弗雷迪·杰克逊（湯姆·哈迪饰）的家庭与黑道中猜疑与背叛的故事。
本剧在都柏林拍摄，由4集组成，于2009年在天空第一台播出。
本节目受到了评论界的喝彩，主要是由于湯姆·哈迪对反社会人格障碍者弗雷迪·杰克逊的表演。